# Quernheim
Quernheim est une commune allemande de l'arrondissement de Diepholz, Land de Basse-Saxe.

## Géographie
Quernheim se situe dans le parc naturel de la Dümmer, entre Osnabrück et Brême.
| Marl     | Hüde      |         |
| Lemförde | Quernheim | Brockum |
|          | Stemwede  |         |

## Culture et monuments
À Quernheim se trouve le plus petit cinéma en Allemagne. Le Lichtburg possède deux salles et un cinéma en plein air. Chaque année, le jour du Vendredi saint, la projection du film The Blues Brothers réunit de nombreux spectateurs costumés comme les personnages.
Le cimetière juif de Quernheim est classé monument historique. Il est l'un des huit cimetières juifs bien conservés dans l'arrondissement. Les 79 pierres tombales vont de 1732 à 1934.

## Source, notes et références
- (de) Cet article est partiellement ou en totalité issu de l’article de Wikipédia en allemand intitulé « Quernheim » (voir la liste des auteurs).